# Pantelejmon (Baszczuk)
Pantelejmon, imię świeckie Wiktor Baszczuk (ur. 14 stycznia 1961 w Biłohorii) – biskup Ukraińskiego Kościoła Prawosławnego Patriarchatu Moskiewskiego.

## Życiorys
Urodził się w rodzinie robotniczej. Ukończył technikum w Chmielnickim, po czym odbywał w latach 1980–1982 zasadniczą służbę wojskową. W 1984 wstąpił jako posłusznik do ławry Troicko-Siergijewskiej. Tam 5 stycznia 1986 złożył wieczyste śluby mnisze z imieniem Pantelejmon. 9 marca tego samego roku został wyświęcony na hierodiakona.
W 1988 został włączony do składu rosyjskiej misji duchownej w Jerozolimie, gdzie 28 lipca tego samego roku został wyświęcony na hieromnicha. W 1991, rok po powrocie do ławry Troicko-Siergijewskiej, z której został przeniesiony do Monasteru Daniłowskiego, ukończył Moskiewską Akademię Duchowną. Od 29 marca 1990 nosił tytuł igumena. W marcu 1996 został przeniesiony do ławry Peczerskiej. W tym samym roku mianowany archimandrytą. 12 września 1996 Święty Synod Ukraińskiego Kościoła Prawosławnego wyznaczył go na przełożonego Pustelni Glińskiej.
24 grudnia 2000 miała miejsce jego chirotonia na biskupa pomocniczego eparchii kijowskiej z tytułem biskupa wasylkowskiego. W 2005 został przeniesiony do eparchii winnickiej, jako biskup pomocniczy z tytułem biskup szarhorodzki. Od czerwca 2007 kierował eparchią siewierodoniecką jako biskup siewierodoniecki i starobielski. Miesiąc później został biskupem aleksandryjskim i swietłowodzkim. W roku następnym został przeniesiony do eparchii humańskiej.
W 2011 otrzymał godność arcybiskupa.
W 2016 Święty Synod Ukraińskiego Kościoła Prawosławnego przeniósł go do eparchii kijowskiej jako jej biskupa pomocniczego z tytułem biskupa buczańskiego.